# NGC 3970
NGC 3970 (również PGC 37425) – galaktyka soczewkowata (S0), znajdująca się w gwiazdozbiorze Pucharu. Odkrył ją John Herschel 9 marca 1828 roku.